# Principe (La sirenetta)
Il principe è uno dei personaggi della fiaba La sirenetta di Hans Christian Andersen.

## Storia originale
Mentre viaggiava sulla nave da lui comandata, il principe rimane vittima di un naufragio ma viene salvato da una sirenetta. Tuttavia, avendo perso conoscenza non è riuscito a vederla.
Tempo dopo, la sirenetta, innamorata del principe, diventa umana grazie a un incantesimo e arriva sulla terraferma. Il principe è attratto dalla bellezza e dalla grazia della fanciulla ma dato che la sirenetta non può parlare, l'affetto del principe per lei non si trasforma in vero amore.
Un giorno il principe si reca in un regno vicino in cerca di una moglie. Si scopre che la figlia del re di quel regno è una ragazza che aveva trovato il principe sulla spiaggia dopo il naufragio. Il principe si ricorda di lei come di colei che l'aveva salvato, se ne innamora e presto le nozze vengono annunciate.
La sirenetta, disperata, si lancia in mare, dissolvendosi in schiuma di mare.

## Adattamenti

### Film
- The Daydreamer (1966)
- La Sirenetta - La più bella favola di Andersen (Andersen Dōwa - Ningyo Hime) (1975): doppiato in originale da Taro Shigaki e in italiano da Giorgio Locuratolo (primo doppiaggio) e Sergio Luzi (secondo doppiaggio)
- La sirenetta (Rusalochka) (1976): interpretato da Yuri Senkevich
- La piccola ninfa di mare (Malá mořská víla) (1976): interpretato da Petr Svojtka
- Splash - Una sirena a Manhattan (Splash) (1984): si chiama Alan Bauer, interpretato da Tom Hanks, doppiato in italiano da Tonino Accolla
- La sirenetta (The Little Mermaid) (1992): si chiama Stephan
- Rusalka (2007): si chiama Sasha, interpretato da Evgeniy Tsyganov

### Serie televisive
- Le grandi fiabe raccontate da Shirley Temple (Shirley Temple's Storybook) (1961): interpretato da Donald Harron
- Una sirenetta tra noi (Maho no Mako-chan) (1970): si chiama Alex, doppiato in italiano da Vittorio Guerrieri
- Le fiabe di Andersen (Anderusen Monogatari) (1971): si chiama Peter, doppiato in originale da Akio Nojima e in italiano da Luigi Rosa
- Nel regno delle fiabe (Shelley Duvall's Faerie Tale Theatre) (1987): si chiama Andrew, interpretato da Treat Williams
- Una sirenetta innamorata (Ningyo Hime Marina no Boken) (1991): si chiama Justin, doppiato in originale da Takehito Koyasu e in italiano da Alessandro Quarta
- Le fiabe più belle (Anime Sekai no Dowa) (1995): doppiato in originale da Hikaru Midorikawa e in italiano da Davide Garbolino
- The Fairytaler (Der var engang...) (2003): doppiato in italiano da Leonardo Graziano
- Mermaid Melody - Principesse sirene (Māmeido Merodī Pichi Pichi Pitchi) (2003): si chiama Kaito Domoto, doppiato in originale da Daisuke Kishio e in italiano da Simone D'Andrea
- Le più belle fiabe dei fratelli Grimm (Sechs auf einen Streich) (2013): si chiama Nikolas, interpretato da Philipp Danne

### Versione Disney

Il principe Eric ne La sirenetta (1989)

Nel franchise Disney il principe si chiama Eric ed è stato adattato dagli sceneggiatori-registi Ron Clements e John Musker per l'adattamento cinematografico. Secondo il romanzo ufficiale del film, Eric, orfano sin da piccolo, aveva appena compiuto diciotto anni nel film, due anni più vecchio di Ariel. Il personaggio è doppiato da Christopher Daniel Barnes nel film originale e in Kingdom Hearts II, da Jeff Bennett nella serie TV prequel e da Rob Paulsen nel sequel direct-to-video. Nelle edizioni italiane è stato doppiato da Vittorio De Angelis nei film e da Corrado Conforti nella serie TV La sirenetta - Le nuove avventure marine di Ariel.
Nella sua prima scena nel film La sirenetta (1989), Eric, orfano sin da piccolo, si vede a bordo della sua nave, con il suo spensierato equipaggio. È molto felice di essere in mare e ascolta l'equipaggio della nave che parla delle sirene. Più tardi quella notte, arriva una potente tempesta e lui quasi annega tentando di salvare il suo cane, Max, ma viene salvato da Ariel. Lei lo trascina a riva e canta per lui, ma prima che possa riprendere coscienza pienamente, Max e il suo servo Grimsby arrivano, costringendo Ariel a tuffarsi sott'acqua. Quando Eric viene visto di nuovo, è ossessionato dalla voce di Ariel, e l'ha cercata in tutto il regno. Quando incontra di nuovo Ariel, lei ha scambiato la sua voce per le gambe, e anche se egli inizialmente la trova familiare, la sua mancanza di una voce gli fa pensare che non può essere la ragazza che lo ha salvato. Tuttavia, egli la porta al suo palazzo e trascorre del tempo insieme a lei. Durante un giro in barca, i due vanno vicini a baciarsi, ma Flotsam e Jetsam intervengono ribaltando loro barca. Prima che possa avvicinarsi ancora una volta ad Ariel, Ursula, travestita da ragazza umana di nome Vanessa, arriva e usa la voce di Ariel per ipnotizzare Eric facendogli credere che lei è la ragazza che gli ha salvato la vita e facendogli dimenticare tutto di Ariel. Eric rischia di sposare Vanessa, ma prima che la cerimonia venga completata, l'amico di Ariel Scuttle guida un gruppo di creature del mare per fermare il matrimonio. Durante il caos, la conchiglia intorno al collo di Vanessa che contiene la voce di Ariel si rompe e l'incantesimo è rotto. Inoltre la voce di Ariel viene ripristinata, facendo capire ad Eric che Ariel è la ragazza che cercava. Prima di poterla baciare, il sole tramonta e Ursula si prende Ariel. Eric le segue, tuffandosi in mare per aiutare Ariel. Nella battaglia che segue, Eric si arrampica su di una nave e carica verso Ursula, immergendo la prua scheggiata nella sua pancia. Eric riesce a raggiungere la riva, e quando si sveglia vede Ariel, trasformata di nuovo in un essere umano, e i due si abbracciano. Il film termina con il loro matrimonio.
Nel sequel direct-to-video del 2000 La sirenetta II - Ritorno agli abissi, Eric è un personaggio di supporto. Anche se felicemente sposato con Ariel, la coppia ha un problema nel proteggere la loro figlia Melody dalla sorella di Ursula, Morgana. Morgana accusa tutti a bordo della nave di Eric per l'uccisione di Ursula anche se Eric è l'unico ad aver infilzato Ursula. Eric non contribuisce alla trama, spesso svolgendo un ruolo di sostegno per aiutare Ariel. Tuttavia, è lui a convincere Ariel a trasformarsi temporaneamente in una sirena per aiutare la loro figlia. Alla fine si riunisce con Ariel e Melody mentre esseri umani e tritoni iniziano a festeggiare insieme.
Eric fa dei camei molto brevi in tre episodi della serie televisiva prequel, ambientata prima degli eventi del film del 1989, e che si concentra quasi interamente su Ariel. Compare inoltre in alcuni episodi della serie House of Mouse - Il Topoclub.
Nell'adattamento in musical di Broadway del 2007, il ruolo di Eric è stato interpretato da Sean Palmer e Drew Seeley. Viene spiegato attraverso il dialogo che il padre di Eric è morto, ed è dovere di Grimsby aiutare Eric a trovare una sposa, così da poter tornare al trono correttamente, nonostante l'affinità di Eric ad esplorare i mari. Eric contribuisce al brano di apertura "Fathoms Below", ed esegue due canzoni da solista: "Her Voice", una canzone che parla dell'ossessione di Eric per la voce di Ariel, che era stata scritta per il film originale ma scartata, e "One Step Closer", una nuova canzone in cui Eric aiuta Ariel ad esprimersi attraverso la danza. Eric fornisce anche la voce nel quartetto "If Only", dove esprime la confusione sulla sua attrazione per Ariel e la paura che, se trovasse la ragazza con la voce giusta, potrebbe perdere Ariel. Una nuova sottotrama nel musical è una gara canora in cui le principesse idonee da tutto il paese sono invitate a cantare per Eric. Le principesse si esibiscono nella canzone "The Contest", che è impostata sulla melodia della canzone "Part of Your World" di Ariel. Alla fine dello spettacolo, Ariel danza per Eric, e lui la sceglie.
Diversi attori hanno interpretato il principe Eric sul piccolo e sul grande schermo, Gil McKinney nella terza stagione della serie televisiva C'era una volta, Graham Phillips nello speciale TV The Little Mermaid Live! e Jonah Hauer-King nel remake live-action omonimo, diretto da Rob Marshall, uscito nel 2023.

#### Videogiochi
Eric appare nei seguenti videogiochi:
- Disney Princess: Il viaggio incantato
- Kingdom Hearts II: tutto si svolge come nel classico Disney. Eric è stato salvato da Ariel dopo la distruzione della sua nave. Sente la sua voce, ma non la vede, perché è stata spaventata da Max e lui ha aperto gli occhi dopo la sua fuga. Per poter stare con lui, Ariel firma un contratto con Ursula che le permette di diventare umana per tre giorni in cambio della sua voce, ma se non bacerà il principe prima del terzo giorno, tornerà sirena e le apparterà. Eric incontra Ariel in spiaggia, ma non la riconosce per la sua perdita della voce. La seconda notte, lui e Ariel si stanno per baciare su una barchetta, ma viene rovinato tutto da Flotsam e Jetsam, che rovesciano l'imbarcazione. Ursula, allora, diventa un'umana, Vanessa, e con la voce rubata ad Ariel, incanta Eric. Durante il matrimonio viene rotta la conchiglia dov'è custodita la voce di Ariel, così la sirena riacquista la voce. Eric, avendo riconosciuto Ariel, confessa il suo amore per lei, ma Ursula la riporta verso il mare. Salva poi Ariel e sconfigge ursula. Dopo la sua sconfitta, Ariel rivela a Eric la sua vera identità, ma lui ammette che non cambia la sua opinione. La scena romantica rende il re Tritone convinto di poter lasciare sua figlia con un umano. Nei titoli di coda, Eric e Ariel, finalmente umana, si sposano di fronte agli umani e agli esseri del mare.

#### Nome nelle altre lingue
- Finlandese - Prinssi Erik
- Inglese - Prince Eric
- Italiano - Principe Eric
- Norvegese - Prins Erik
- Polacco - Książe Eryk
- Portoghese - Príncipe Éric
- Svedese - Prins Eric
- Tedesco - Prinz Erik